# Haukijärvet (Pajala socken, Norrbotten, 754931-181266)
Haukijärvet är en sjö i Pajala kommun i Norrbotten och ingår i Torneälvens huvudavrinningsområde.